# Formula 4
 Ovo je glavno značenje pojma Formula 4. Za druga značenja pogledajte Formula 4 (glazbeni sastav).
Formula 4 je kategorija u automobilizmu s otvorenim kotačima namijenjena mlađim vozačima. Ne postoji globalno prvenstvo, već pojedine države ili regije mogu biti domaćini vlastitih prvenstava u skladu s pravilima i specifikacijama bolida koje određuje Međunarodna automobilistička federacija. Prvenstva Formule 4 zamišljena su kao početne kategorije s otvorenim kotačima za mlade vozače, odnosno kategorija između kartinga i raznih prvenstava Formule 3. Bivši vozač Formule 1 Gerhard Berger je imenovan za nadgledanje prvenstava Formule 4.

## FIA Formula 4 prvenstva
| Prvenstvo             | Prva sezona | Šasija         | Motor                         |
| --------------------- | ----------- | -------------- | ----------------------------- |
| Talijanska Formula 4  | 2014.       | Tatuus F4-T014 | Abarth 1.4L                   |
| Japanska Formula 4    | 2015.       | Dome F110      | TOM'S-Toyota 2.0L             |
| Britanska Formula 4   | 2015.       | Mygale M14-F4  | Ford 1.6L EcoBoost            |
| ADAC Formula 4        | 2015.       | Tatuus F4-T014 | Abarth 1.4L                   |
| Kineska Formula 4     | 2015.       | Mygale M14-F4  | Geely G-Power JLD-4G20 (2.0L) |
| NACAM Formula 4       | 2015.       | Mygale M14-F4  | Ford 1.6L EcoBoost            |
| Španjolska Formula 4  | 2016.       | Tatuus F4-T014 | Abarth 1.4L                   |
| Američka Formula 4    | 2016.       | Crawford F4-16 | Honda K20 C2 (2.0L)           |
| Azijska Formula 4     | 2016.       | Mygale M14-F4  | Renault F4R (2.0L)            |
| UAE Formula 4         | 2016.       | Tatuus F4-T014 | Abarth 1.4L                   |
| Danska Formula 4      | 2017.       | Mygale M14-F4  | Renault F4R (2.0L)            |
| Francuska Formula 4   | 2018.       | Mygale M14-F4  | Renault F4R (2.0L)            |
| Argentinska Formula 4 | 2021.       | Mygale M14-F4  | Geely G-Power JLD-4G20 (2.0L) |

## Vanjske poveznice
- FIA Formula 4 Championship - Official website